# قائمة أكبر شركات الطيران في أمريكا الشمالية
هذه قائمة لأكبر شركات الطيران في أمريكا الشمالية.
- ^* السنة حتى تاريخ اليوم